# Steinbachtalbrücke
Die Steinbachtalbrücke ist eine 372 m lange Brücke der BAB 38.
Das Bauwerk liegt nördlich von Bodenrode-Westhausen zwischen den Autobahnanschlussstellen Heilbad Heiligenstadt und Leinefelde-Worbis. Es überspannt mit sechs Brückenfeldern in einer Höhe von maximal 30 m das Tal des Steinbaches mit einem Wasserschutzgebiet sowie einem Gemeindeverbindungsweg von Bodenrode-Westhausen nach Steinbach. Gebaut wurde die Überführung mit einem gemeinsamen Überbau für beide Richtungsfahrbahnen zwischen den Jahren 1999 und 2002.

## Überbau
Der einteilige Überbau der Stahlverbundbrücke hat einen einzelligen offenen Stahltrog und eine mit Kopfbolzendübeln verbundene 28,5 m breite Stahlbetonfahrbahnplatte. Außer durch die Stege der Hauptträger wird die Fahrbahnplatte außen durch Schrägstreben gestützt. Die Konstruktionshöhe des ganzen Überbaus ist konstant 4,65 m. Die Stützweiten des 6-feldrigen Überbaus betragen 54,0 m + 2 × 66,0 m + 78,0 m + 60,0 m + 78,0 m.

## Ausführung
Der Stahlüberbau bestand in Längsrichtung aus 18 bis 22 Meter langen Schüssen, die in drei Einzelteilen per LKW angeliefert wurden. Die endgültige Verschweißung erfolgte an einem Widerlager. Zum Einbau wurde der Stahltrog im Taktschiebeverfahren eingeschoben. Abschließend wurde die Stahlbetonfahrbahnplatte mit einem Schalwagen abschnittsweise hergestellt.